# Zweifleck-Kreuzläufer
Der Zweifleck-Kreuzläufer (Panagaeus bipustulatus) ist ein Käfer aus der Familie der Laufkäfer (Carabidae). Es gibt in Mitteleuropa zwei sich sehr ähnlich sehende Arten der Gattung Panagaeus, die sich in ihren ökologischen Ansprüchen jedoch deutlich unterscheiden.
|                       |                                           |
| Abb. 1: Seitenansicht |                                           |
|                       |                                           |
| Abb. 2: Vorderansicht | Abb. 3: A P. bipustulatus B: P. cruxmajor |

## Merkmale
Die Käfer erreichen eine Körperlänge von 6,5 bis 8 Millimetern. Sie haben eine schwarze Körpergrundfarbe und eine dichte feine Behaarung. Ihr Halsschild ist stark unregelmäßig strukturiert und etwas schmäler als beim sehr ähnlichen Sumpf-Kreuzläufer (Panagaeus cruxmajor). Auf den schwarzen Deckflügeln (Elytren) befinden sich je zwei breite rote Flecken. Zwischen den Flecken bildet sich durch die schwarze Flügeldeckennaht ein schwarzes Kreuz. Anders als bei der ähnlichen Art berühren die den Deckflügelspitzen näheren Flecken den Rand der Deckflügel nicht. Die Fühler sind dunkel, bis auf die letzten Glieder, die braunrot gefärbt sind.

### Ähnliche Arten
- Sumpf-Kreuzläufer (Panagaeus cruxmajor)

## Vorkommen und Lebensweise
Die Tiere kommen vom Norden Südeuropas bis in den Süden Nordeuropas vor. Östlich reicht ihr Verbreitungsgebiet über den Kaukasus bis in den Iran. Anders als P. cruxmajor besiedelt der Zweifleck-Kreuzläufer warme und trockene Standorte wie etwa Halbtrockenrasen, Steinbrüche und Trockenhänge. Nur in höheren Lagen werden auch feuchte Gebiete bewohnt. Die Imagines überwintern. Wie alle Arten der Unterfamilie Panagaeinae können sie bei Gefahr einen unangenehmen Geruch aussondern.